# Cima di Jazzi
De Cima di Jazzi (ook wel Cima di Iazzi) is een 3804 meter hoge berg in het westen van de Pennische Alpen De berg ligt op de grens van het Italiaanse provincie Verbania en het Zwitserse kanton Wallis.
Vanaf de Zwitserse zijde is de Cima di Jazzi, de hoogste top van de Weißgrat, maar een onopvallende top boven de enorme Gornergletsjer. Aan de Italiaanse zijde is de berg echter zeer imponerend met zijn 1800 meter hoge wand.
De berg wordt meestal vanuit Macugnaga in het Valle Anzasca beklommen. De tocht naar de top is lang, maar niet bijzonder moeilijk. De normaal route voert langs de berghut Rifugio Eugenio Sella (3029 m) en vervolgens over de noordoostgraat via de pas Neues Weißtor (3498 m). De top van Cima di Jazzi biedt uitzicht over het uitgestrekte gletsjerplateau aan de Zwitserse zijde, het noorden van het Monte Rosamassief en in het westen de markante Matterhorn.